# Shardlow
Shardlow är en by i Derbyshire i England. Byn är belägen 10,1 km 
från Derby. Orten har 649 invånare (2015). Byn nämndes i Domedagsboken (Domesday Book) år 1086, och kallades då Serdelau.